# أنطونيو بينتوس
أنطونيو بينتوس (بالإنجليزية: Antonio Pintus؛ مواليد 26 سبتمبر 1962) هو مدرب لياقة بدنية إيطالي وهو مدرب اللياقة البدنية في لنادي ريال مدريد.

## مسيرته
وسبق لبينتوس أن عمل مع تشيلسي ووست هام وسندرلاند في إنجلترا وموناكو ومرسيليا في فرنسا وأودينيزي ويوفنتوس وباليرمو وإنتر ميلان في إيطاليا.